# محمد صدقی سلیمان

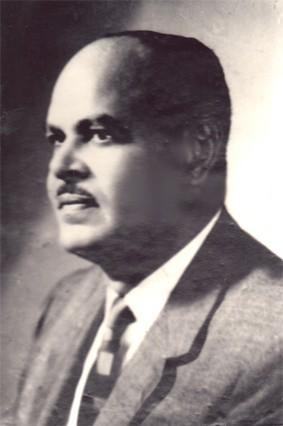
محمد صدقی سلیمان

محمد صدیق سلیمان (۱۹۱۹ – ۲۸ مارس ۱۹۹۶) نخست‌وزیر مصر سال ۱۹۶۶ و وزیر صنعت، برق و سد اسوان بود. وی منصب رئیس دستگاه مرکزی محاسبات را از ۱۵ نوامبر ۱۹۷۱ تا ۱۷ ژانویه ۱۹۷۸ به عهده داشت.

## زندگی
متولد سال ۱۹۱۹ در استان قلیوبیه استان است. او موفق به دریافت مدرک لیسانس در رشته هندسه در ۱۹۳۹ شد و نیز وی دارای مدرک کارشناسی ارشد در علوم نظامی است.

### مناصب
- او به عنوان یک افسر در گردان مهندسان در سال ۱۹۳۹ خدمت کرد.
- پست دبیر شورای تولید در سال ۱۹۵۴
- پست دبیر کلی کمیته برنامه‌ریزی ارشد در سال ۱۹۵۶.
- رئیس هیئت مدیره بنیاد مصالح ساخت و دیرگداز در سال ۱۹۶۱.
- رئیس امور سد اسوان ۱۹۶۲.
- عضو کمیتهٔ اجرایی عالی در اتحادیه سوسیالیستی، ۱۹۶۶
- نخست‌وزیر مصر در ۱۰ سپتامبر ۱۹۶۶ – ۱۹ ژوئن ۱۹۶۷
- ناظر کل پروژه سد اسوان در اکتبر ۱۹۶۶
- عضو قسمت رهبری سیاسی دوستانه بین جمهوری متحده عربی و جمهوری عراق در ۲۰ ژوئن ۱۹۶۷
- وزیر صنعت، برق و سد اسوان در ۱۹ ژوئن ۱۹۶۷
- رئیس کمیته نیروی انسانی در ۲۰ ژوئن ۱۹۶۷
- عضو کنفرانس ملی فدراسیون سوسیالیستی ۱۵ ژوئیه ۱۹۶۸
- ناظر بر هیئت کانال سوئز ۲۲ مارس ۱۹۶۹
- وزیر برق و سد اسوان ۲۰ ژانویه ۱۹۷۰
- مشاور رئیس‌جمهوری ۸ نوامبر ۱۹۷۰
- رئیس دستگاه مرکزی محاسبات در ۱۴ ژانویه ۱۹۷۱ تا هنگام استعفایش در ۱۹۷۸

## زندگی شخصی
ازدواج کرد و چهار فرزند نصیبش شد.